# Проспер, Оливье-Максенс
Оливье-Максенс Проспер (англ. Olivier-Maxence Prosper; род. 3 июля 2002, Монреаль, Квебек) — канадский баскетболист. Был выбран под 24-м номером на драфте НБА 2023 года. Играет на позициях лёгкого форварда и тяжёлого форварда. Выступает за клуб НБА «Даллас Маверикс».

## Профессиональная карьера

### Даллас Маверикс (2023—настоящее время)
Проспер был выбран под общим 24-м номером командой «Сакраменто Кингз» на драфте НБА 2023 года. Вскоре после этого права на его драфт были проданы вместе с Ришоном Холмсом команде «Даллас Маверикс» за денежное вознаграждение. 16 июля 2023 года он подписал контракт с «Маверикс». По ходу своего первого сезона он также играл за фарм-клуб «Техас Лэджендс» в Джи-Лиге
14 апреля 2024 года в последнем матче регулярного сезона против «Детройт Пистонс» Проспер впервые в карьере вышел в стартовом составе, набрав 16 очков, 6 подборов и 2 перехвата за 29 минут. Позже в этом сезоне «Маверикс» вместе с Проспером вышли в финал НБА 2024 года, где проиграли «Бостон Селтикс» в пяти играх.
В сезоне НБА 2024/25 Проспер провел 52 матча (4 — в старте) за «Даллас», набирая в среднем 3,9 очка, 2,4 подбора и 0,8 передачи. 7 марта 2025 года было объявлено, что Просперу потребуется операция по восстановлению связок правого запястья, из-за чего он выбыл до конца сезона.

## Статистика

### Статистика в НБА
| Сезон                                                                                    | Команда | Регулярный сезон | Регулярный сезон | Регулярный сезон | Регулярный сезон | Регулярный сезон | Регулярный сезон | Регулярный сезон | Регулярный сезон | Регулярный сезон | Регулярный сезон | Регулярный сезон | Серия плей-офф | Серия плей-офф | Серия плей-офф | Серия плей-офф | Серия плей-офф | Серия плей-офф | Серия плей-офф | Серия плей-офф | Серия плей-офф | Серия плей-офф | Серия плей-офф |
| Сезон                                                                                    | Команда | GP               | GS               | MPG              | FG%              | 3P%              | FT%              | RPG              | APG              | SPG              | BPG              | PPG              | GP             | GS             | MPG            | FG%            | 3P%            | FT%            | RPG            | APG            | SPG            | BPG            | PPG            |
| ---------------------------------------------------------------------------------------- | ------- | ---------------- | ---------------- | ---------------- | ---------------- | ---------------- | ---------------- | ---------------- | ---------------- | ---------------- | ---------------- | ---------------- | -------------- | -------------- | -------------- | -------------- | -------------- | -------------- | -------------- | -------------- | -------------- | -------------- | -------------- |
| 2023/24                                                                                  | Даллас  | 40               | 1                | 8,4              | 38,5             | 28,9             | 68,3             | 2,0              | 0,6              | 0,2              | 0,1              | 3,0              | 3              | 0              | 3,0            | 0,0            | -              | -              | 1,0            | 0,3            | 0,0            | 0,0            | 0,0            |
|                                                                                          | Всего   | 40               | 1                | 8,4              | 38,5             | 28,9             | 68,3             | 2,0              | 0,6              | 0,2              | 0,1              | 3,0              | 3              | 0              | 3,0            | 0,0            | -              | -              | 1,0            | 0,3            | 0,0            | 0,0            | 0,0            |
| Наведите курсор мыши на аббревиатуры в заголовке таблицы, чтобы прочесть их расшифровку. |         |                  |                  |                  |                  |                  |                  |                  |                  |                  |                  |                  |                |                |                |                |                |                |                |                |                |                |                |

### Статистика в Джи-Лиге
| Сезон                                                                                    | Команда        | Регулярный сезон | Регулярный сезон | Регулярный сезон | Регулярный сезон | Регулярный сезон | Регулярный сезон | Регулярный сезон | Регулярный сезон | Регулярный сезон | Регулярный сезон | Регулярный сезон | Серия плей-офф | Серия плей-офф | Серия плей-офф | Серия плей-офф | Серия плей-офф | Серия плей-офф | Серия плей-офф | Серия плей-офф | Серия плей-офф | Серия плей-офф | Серия плей-офф |
| Сезон                                                                                    | Команда        | GP               | GS               | MPG              | FG%              | 3P%              | FT%              | RPG              | APG              | SPG              | BPG              | PPG              | GP             | GS             | MPG            | FG%            | 3P%            | FT%            | RPG            | APG            | SPG            | BPG            | PPG            |
| ---------------------------------------------------------------------------------------- | -------------- | ---------------- | ---------------- | ---------------- | ---------------- | ---------------- | ---------------- | ---------------- | ---------------- | ---------------- | ---------------- | ---------------- | -------------- | -------------- | -------------- | -------------- | -------------- | -------------- | -------------- | -------------- | -------------- | -------------- | -------------- |
| 2023/24                                                                                  | Техас Лэджендс | 25               | 25               | 32,9             | 49,8             | 41,6             | 76,2             | 7,7              | 2,0              | 1,0              | 0,5              | 18,3             | Не участвовал  | Не участвовал  | Не участвовал  | Не участвовал  | Не участвовал  | Не участвовал  | Не участвовал  | Не участвовал  | Не участвовал  | Не участвовал  | Не участвовал  |
|                                                                                          | Всего          | 25               | 25               | 32,9             | 49,8             | 41,6             | 76,2             | 7,7              | 2,0              | 1,0              | 0,5              | 18,3             | Не участвовал  | Не участвовал  | Не участвовал  | Не участвовал  | Не участвовал  | Не участвовал  | Не участвовал  | Не участвовал  | Не участвовал  | Не участвовал  | Не участвовал  |
| Наведите курсор мыши на аббревиатуры в заголовке таблицы, чтобы прочесть их расшифровку. |                |                  |                  |                  |                  |                  |                  |                  |                  |                  |                  |                  |                |                |                |                |                |                |                |                |                |                |                |

### Статистика в NCAA
| Сезон | Команда | Conf     | Class   | GP | GS | MPG  | FG%  | 3P%  | FT%  | RPG | APG | SPG | BPG | PPG  |
| --- | ------- | -------- | ------- | -- | -- | ---- | ---- | ---- | ---- | --- | --- | --- | --- | ---- |
| 2020/21 | Клемсон | ACC      | FR      | 22 | 2  | 9,7  | 34,6 | 16,7 | 68,2 | 1,9 | 0,3 | 0,2 | 0,1 | 2,5  |
| 2021/22 | Маркетт | Big East | SO      | 32 | 25 | 20,7 | 46,1 | 31,7 | 82,0 | 3,3 | 0,9 | 0,9 | 0,1 | 6,6  |
| 2022/23 | Маркетт | Big East | JR      | 36 | 36 | 29,1 | 51,2 | 33,9 | 73,5 | 4,7 | 0,7 | 0,9 | 0,1 | 12,5 |
| Всего | Всего   | Всего    | Всего   | 90 | 63 | 21,4 | 47,8 | 31,6 | 74,9 | 3,5 | 0,7 | 0,7 | 0,1 | 8,0  |
| Клемсон | Клемсон | Клемсон  | Клемсон | 22 | 2  | 9,7  | 34,6 | 16,7 | 68,2 | 1,9 | 0,3 | 0,2 | 0,1 | 2,5  |
| Маркетт | Маркетт | Маркетт  | Маркетт | 68 | 61 | 25,2 | 49,3 | 33,1 | 75,6 | 4,0 | 0,8 | 0,9 | 0,1 | 9,7  |
| Наведите курсор мыши на аббревиатуры в заголовке таблицы, чтобы прочесть их расшифровку Статистика приведена с сайта sports-reference.com |         |          |         |    |    |      |      |      |      |     |     |     |     |      |